# Sriwijaya Air
Sriwijaya Air – indonezyjska linia lotnicza z siedzibą w Dżakarcie. Obsługuje połączenia krajowe oraz międzynarodowe.
Agencja ratingowa Skytrax przyznała linii trzy gwiazdki.

## Flota
Według stanu na maj 2025 flota Sriwijaya Air składała się z 7 samolotów o średnim wieku 20,3 lat:
| Samolot        | Samolot | Samolot   | Liczba miejsc | Liczba miejsc | Liczba miejsc | Uwagi |
| Model          | Aktywne | Zamówione | B             | E             | Łącznie       | Uwagi |
| -------------- | ------- | --------- | ------------- | ------------- | ------------- | ----- |
| Boeing 737-500 | 2       | -         | 8             | 112           | 120           |       |
| Boeing 737-800 | 5       | -         | -             | 189           | 189           |       |
| Łącznie        | 7       | 0         |               |               |               |       |